# 安中市立松井田小学校
安中市立松井田小学校（あんなかしりつ まついだしょうがっこう）は、群馬県安中市にある公立小学校。

## 概要
各学年1学級しかない小さな学校である。

## 沿革
- 1873年（明治6年）
  - 7月19日 - 松枝学校を松井田駅崇徳寺に開設。
  - 新保里小学校を新堀村補陀寺に開設。
- 1947年（昭和22年）4月 - 戦後の教育改革により、松井田町国民学校を松井田町立松井田小学校と改称。
- 1961年（昭和36年）4月 - 松井田町立第一小学校と校名変更。
- 1968年（昭和43年）7月25日 - プール完成。
- 1973年（昭和48年）11月 - 開校百年記念式典が挙行される。
- 1978年（昭和53年）3月24日 - 校舎竣工式。
- 1985年（昭和60年）4月1日 - 松井田町立松井田小学校と校名変更。
- 1991年（平成3年）3月19日 - 体育館竣工式
- 2006年（平成18年）3月 - 市町村合併により、安中市立松井田小学校に校名変更
- 2013年（平成25年）4月 - 校舎耐震化・大規模改修工事
- 2022年（令和4年）4月1日 - 安中市立臼井小学校、安中市立九十九小学校を統合し新生「安中市立松井田小学校」となる。

## 「大河原賞」と「渡邊賞」
1935年（昭和10年）日本特殊鋼（現：大同特殊鋼）創設者の渡邊三郎が、松井田小学校を支えた長兄・大河原豊太郎（松井田銀行・渡辺銀行頭取）の顕彰碑を建てる傍ら、その遺徳を記念して1937年（昭和12年）には松井田小学校に「大河原賞」を贈り、毎年12名の優等生を表彰した。更に1941年（昭和16年）には、これに「渡邊賞」4名を加えている。この両賞は、戦後占領の下、学制改革が施行された1947年（昭和22年）まで継続した。

## 著名な出身者
- 渡邊三郎（「特殊鋼」の命名者）

## 学区
- 松井田地区[4]
- 西横野地区八城西区（中瀬）
- 九十九地区
- 臼井地区
- 坂本地区

## 教育目標
人を愛する心を培い、自ら学ぶ意欲とたくましいからだを育てる

### 具体目標
- 人を大切にする子（徳）
  - お互いを認め合い、協力し合える子
  - 明るく礼儀正しい子
  - 自分の役割を自覚し、責任を持って果たすことができる子

- 進んで学ぶ子（知）
  - 興味関心をもって学習に取り組む子
  - 基礎基本をしっかり身につける子
  - 自分の意見や気持ちを言葉ではっきり表現できる子

- 体と心を鍛える子（体）
  - いろいろな遊びや運動で体を鍛える子
  - 目標に向かって粘り強く努力を続ける子
  - 自分の健康や安全は自分で守ろうとする子